# Kurfürst-Salentin-Gymnasium
Das Kurfürst-Salentin-Gymnasium (kurz auch „KSG“ genannt) ist ein im Schulzentrum von Andernach in Rheinland-Pfalz gelegenes Gymnasium mit altsprachlichem und naturwissenschaftlichem Schwerpunkt in der Trägerschaft des Landkreises Mayen-Koblenz. Es ist eines der zwei Gymnasien in Andernach und eines der sieben Gymnasien im Landkreis Mayen-Koblenz. Das Haupteinzugsgebiet teilt sich das Kurfürst-Salentin-Gymnasium mit dem Bertha-von-Suttner-Gymnasium und erstreckt sich auf den gesamten Landkreis Mayen-Koblenz.
Das Gymnasium gehört zu den ältesten Schulen in Deutschland, die erste Lateinschule ist seit 1285 in Andernach nachweisbar.
Von 2013 bis Januar 2025 war Birgit Vogel Leiterin der Schule.

## Geschichte
Es ist nicht genau bekannt, wo die erste Lateinschule untergebracht war, wahrscheinlich in der Kirchstraße nahe der Pfarrkirche Maria Himmelfahrt, da ein heute noch bestehender Halbrundturm der Stadtmauer nahe der Kirche Schulturm heißt. Die alte Lateinschule ging vermutlich in den Wirren von Reformation und beginnender Gegenreformation unter.
Ermöglicht wurde die Gründung der heutigen Schule durch Salentin von Isenburg (1532–1610), dem damaligen Kurfürsten und Erzbischof von Köln und späteren Grafen von Isenburg-Grenzau. Er weist der Stadt Andernach zweimal den Betrag von 1000 Goldgulden, eine jährliche Rente von 60 Goldgulden und durch Urkunde datiert vom 15. April 1573 sämtliche Güter und Gefälle des ein Jahr zuvor aufgehobenen Nonnenklosters zu Namedy zu „zu erbawung der schulen und underhaltung der schulmeister“. Dadurch konnte die von ihm gestiftete Schule (mit Unterbrechungen in Kriegswirren und Veränderungen in der französischen Zeit Andernachs) bis ins 20. Jahrhundert hinein als „Stiftsgymnasium der Stadt Andernach“ erhalten bleiben, finanziert durch ebendiese Stiftung und weitere der Bürgerschaft.
Seit 1659 war die Schule über dem Beinhaus von Maria Himmelfahrt untergebracht, dann über dem Judenbad im Hintergebäude des Historischen Rathauses bis 1793, kurzzeitig im Gebäude der ehemaligen Propstei Malmedy (späteres Wohnhaus der Mälzerfamilie Weissheimer).
1804 wurde per Dekret Napoléons vom 4. August (16. Thermidor Jahr XII) die Lateinschule (École secondaire) im ehemaligen Annunziatenkloster im Osten der Stadt auf dem Gelände des heutigen Stiftshospitals untergebracht. 1815 erfolgt die Umwandlung der École secondaire in ein preußisches Progymnasium mit vier Klassen. Direktor war von 1805 bis 1838 Jakob Richter.
1842 zog das Stiftsgymnasium in seit 1836 errichtete neue Schulgebäude um, an der Stelle des abgerissen alten Hospitalgebäudes (nebst der St. Nikolauskapelle) nahe dem ehemaligen Minoritenkloster, des späteren Stadthauses. Heute steht dort die Stadthausgalerie und das Rathaus.
1904 fand im Stiftsgymnasium die erste Abiturprüfung statt, nachdem die Schule drei Jahre zuvor die Genehmigung unter ihrem damaligen Direktor Johann Josef Höveler zum Ausbau als Vollgymnasium erhalten hatte.

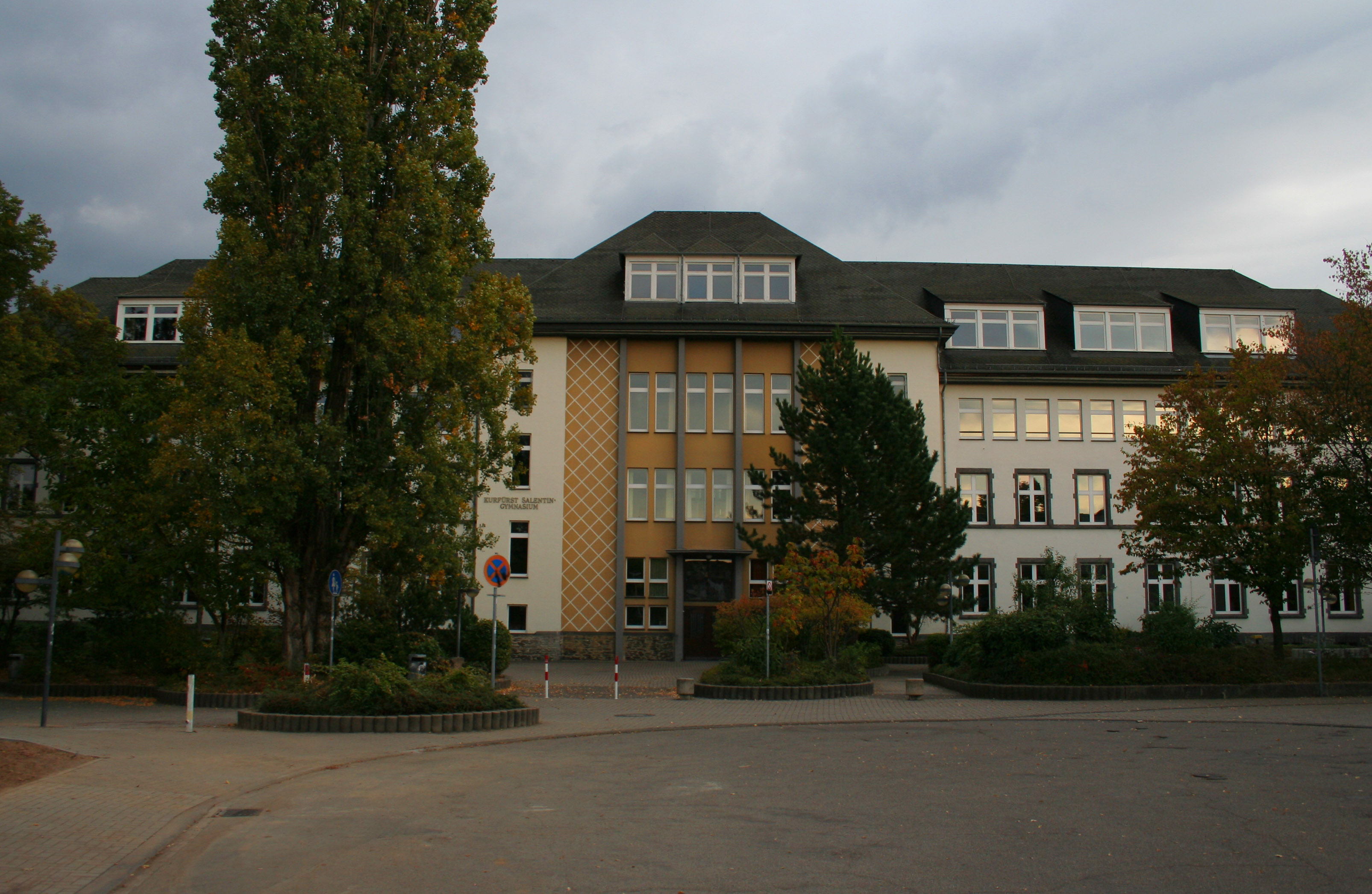
Der Altbau des Gymnasiums

1931 wurde ein neues Schulgebäude (der heutige Altbau, Salentinstraße 3) auf dem Gelände des ehemaligen Augustinerinnenstiftes St. Thomas bezogen, das nach der Zerstörung im Zweiten Weltkrieg 1957 wiederaufgebaut wurde.
1952 wurde die Schule in ein staatliches Gymnasium umgewandelt und nach seinem Stifter „Kurfürst-Salentin-Gymnasium“ genannt.
1970 wurde das bislang rein humanistische Gymnasium um einen neusprachlichen Zweig erweitert.
Im Zuge der Pläne, die im Andernacher Schulzentrum liegenden weiterführenden Schulen zu einer gemeinsamen Gesamtschule zusammenzulegen, wurde 1979 der zentrale Neubau zwischen dem Altbau und den Gebäuden des Bertha-von-Suttner-Gymnasiums und der „Dualen Oberschule St. Thomas“ eingeweiht. Nachdem diese Pläne aufgegeben worden waren, wuchs die Schule weiter, so dass es 1992 nötig wurde, im Rahmen der Sanierung des Altbaus dessen Dachgeschoss auszubauen und mit Klassenräumen für die Oberstufe auszustatten.
In den Jahren 1998 und 2000 wurden zwei Computerräume mit jeweils 15 Plätzen eingerichtet. Die Rechner wurden vernetzt und ans Internet angeschlossen.
Auch in energetischer und ökologischer Hinsicht hat die Schule neue Wege beschritten, so wurde auf dem Dach eine Photovoltaikanlage errichtet und mit der Holzhackschnitzelheizanlage im Keller des Kurfürst-Salentin-Gymnasiums werden zentral alle vier Schulen des Andernacher Schulzentrums aus beheizt.

## Besonderheiten der Schule

### Sprachangebot
Ab dem Schuljahr 2008/09 beteiligte sich das KSG am Programm „Latein PLUS“. Dabei wurde Latein weiter als Hauptfach geführt, zusätzlich wird das aus der Grundschule fortgeführte Englisch als „Begegnungssprache“ unterrichtet.
| Sprache                                     | Latein          | Englisch | Griechisch | Französisch            |
| ------------------------------------------- | --------------- | -------- | ---------- | ---------------------- |
| Altsprachler                                | Klasse 5        | Klasse 5 | Klasse 8   | Klasse 8 (oder 11)*    |
| Neusprachler                                | Klasse 6 oder 9 | Klasse 5 | –          | Klasse 6, 9 (oder 11)* |
| * de facto seit Jahren nicht mehr angeboten |                 |          |            |                        |

Mit Beginn des Schuljahres 2018/2019 wird der altsprachliche Zug formal abgeschafft, dadurch entfällt der Zwang zur Belegung der dritten Fremdsprache in der Klassenstufe 8. Als Sprachfolgen sind nunmehr in der 5. bzw. 6. Klassenstufe möglich:
- Latein – Englisch
- Englisch – Latein
- Englisch – Französisch

In der Klassenstufe 9 können nunmehr alle Schülerinnen und Schüler Griechisch optional als dritte Fremdsprache belegen.

### Schüleraustausch
Mit folgenden Schulen bestehen Austauschprogramme:
| Frankreich | Lycée Ernest Couteaux, Saint-Amand-les-Eaux, Frankreich |
| Israel     | versch. Schulen in Dimona, Israel                       |
| Kanada     | Einzelaustausche mit British Columbia, Kanada           |

Ehemalige Austauschprogramme:
| Vereinigtes Konigreich | Heath End School, Farnham (Surrey), Vereinigtes Königreich |
| Ungarn                 | Ady-Endre-Gymnasium, Nagyatád, Ungarn                      |

### Naturwissenschaftlicher Schwerpunkt
Zum Schuljahr 2005/6 wurde ein naturwissenschaftlicher Schwerpunkt eingerichtet. Dieser soll der Verbesserung der mathematischen und naturwissenschaftlichen Kompetenzen der Schüler dienen. Dazu werden – sowohl beim alt- als auch beim neusprachlichen Zweig – in den Jahrgangsstufen der Sekundarstufe I zusätzliche Stunden für Mathematik und die drei Naturwissenschaften Biologie, Chemie und Physik in die Stundentafel integriert.

### Arbeitsgemeinschaften
Das Kurfürst-Salentin-Gymnasium besitzt eine Vielzahl von freiwilligen Arbeitsgemeinschaften:
- die Schülerzeitung Sphinx,
- die Schreibwerkstatt,
- die Theater-AG „Kunst-Stück“,
- die Vertrauensschüler für die Orientierungsstufe,
- die Streitschlichter,
- die Medienscouts,
- die MINT-AG (in Kooperation mit dem Ada-Lovelace-Projekt der Universität Koblenz).

Außerdem bestehen ein etwa 70-köpfiger Schulchor, ein 20-köpfiger Unterstufenchor sowie eine Schulband, welche über das ganze Jahr verteilt oft Konzerte geben und auch außerhalb der Schule erfolgreich sind.
Bereits im Jahr 1998 wurde das KSG in das Netzwerk ökologisch profilierter Schulen aufgenommen. Die Schüler sammeln mit „Meike - Dem Sammeldrachen“ alte Druckerkartuschen und Mobiltelefone und engagieren sich in verschiedenen Arbeitsgemeinschaften, z. B.
- KSG for future
- Schulgarten AG
- Fairtrade AG.

### Schule ohne Rassismus – Schule mit Courage
Seit 2009 beteiligt sich das Kurfürst-Salentin-Gymnasium am Projekt Schule ohne Rassismus – Schule mit Courage. Auf Antrag der Schülervertretung bestätigte die Gesamtkonferenz das Engagement und genehmigte die Durchführung einer Projektwoche, die vom 14. bis 18. Juni 2011 stattgefunden hat.

## Bekannte ehemalige Schüler
- Jakob Omphal (Jacobus Omphalius) (1500–1567), Humanist, Rechtsgelehrter und Staatsmann
- Johann Winter (1505–1574), Schüler bis 1517, Mediziner, Universitätsprofessor in Paris und Straßburg, Humanist, Übersetzer
- Matthäus Creutz, Glaser und Dichter des 16. Jahrhunderts
- Ludwig Hillesheim (1514–1575), Humanist und langjähriger Bürgermeister Andernachs
- Johann Jakob Kraft (1808–1884), Schüler 1820–1824, Weihbischof in Trier
- Friedrich Schadeberg (1920–2018; Abitur 1938), Unternehmer, Miteigentümer der Krombacher Brauerei in Kreuztal/Siegerland
- Hans Belting (1935–2023), Kunsthistoriker und Medientheoretiker
- Ignaz Kirchner (1946–2018), Schauspieler
- Felix Genn (Abitur 1969), 2003 bis 2008 Bischof von Essen, seit 2009 Bischof von Münster
- Alexander Saftig (Abitur 1976), Jurist und CDU-Politiker, 2008 bis 2024 Landrat des Landkreises Mayen-Koblenz
- Achim Hütten (Abitur 1977), SPD-Politiker, 1994 bis 2023 Oberbürgermeister von Andernach
- Stephan Ackermann (Abitur 1981), seit 2009 Bischof von Trier
- Christoph Waldecker (Abitur 1987), Historiker, seit 2007 Leiter des Stadtarchivs Limburg an der Lahn
- Malte Krückels (Abitur 1989), Die-Linke-Politiker, 2014–2024 Staatssekretär für Medien und Bevollmächtigter des Freistaats Thüringen beim Bund
- Jürgen Zäck (* 1965, Abitur 1984), ehemaliger deutscher Leichtathlet (Triathlon, Duathlon)
- Jan Einig (Abitur 1995), CDU-Politiker, seit 2017 Oberbürgermeister von Neuwied
- Clemens Hoch (Abitur 1997), Rechtsanwalt und SPD-Politiker, seit 2021 Gesundheitsminister von Rheinland-Pfalz
- Christian Greiner (Abitur 2000), seit 2023 Oberbürgermeister von Andernach[16]
- Marc Ruland (Abitur 2001), SPD-Politiker, seit 2013 Abgeordneter im Landtag Rheinland-Pfalz